# Hot Rats
Albums de Frank Zappa
Uncle Meat
(1969) Burnt Weeny Sandwich
(1970)
Hot Rats est un album de Frank Zappa publié en 1969. C'est son deuxième album solo après Lumpy Gravy, conçu en étroite collaboration avec le multi-instrumentiste Ian Underwood. Avec Bitches Brew de Miles Davis, il est considéré comme l'un des albums fondateurs du jazz fusion.
L'album est cité dans l'ouvrage de référence de Robert Dimery Les 1001 albums qu'il faut avoir écoutés dans sa vie et dans un bon nombre d'autres listes similaires.

## Titres
Toutes les chansons sont écrites et composées par Frank Zappa.
| 1. | Peaches en Regalia     | 3:38 |
| 2. | Willie the Pimp (en)   | 9:17 |
| 3. | Son of Mr. Green Genes | 9:00 |

| 4. | Little Umbrellas                                                                    | 3:04  |
| 5. | Gumbo Variations (12:55 sur l'édition originale, 16:55 sur la réédition CD de 1987) | 12:55 |
| 6. | It Must Be a Camel                                                                  | 5:18  |

## Musiciens
- Frank Zappa : guitare, percussions, basse
- Ian Underwood : orgue, piano, clarinette, flûte, saxophone
- Max Bennett : basse, sauf sur 1
- Captain Beefheart : harmonica, voix (2)
- John Guerin : batterie (2, 4, 6)
- Don "Sugarcane" Harris : violon (2 et 5)
- Paul Humphrey : batterie (3 et 5)
- Shuggie Otis : basse (1)
- Jean-Luc Ponty : violon (6)
- Ron Selico : batterie (1)
- Lowell George : guitare (non crédité)

## Production
- Production : Frank Zappa
- Ingenierie : Dick Kunc, Jack Hunt, Cliff Goldstein, Brian Ingoldsby
- Direction musicale et arrangements : Frank Zappa
- Conception pochette : Cal Shenkel

## Classement
Album - Billboard (Amérique du nord)
| Année | Catégorie  | Position |
| ----- | ---------- | -------- |
| 1969  | Pop Albums | 173      |